# Avenue des Paradisiers
L'avenue des Paradisiers (en néerlandais : Paradijsvogellaan) est une rue bruxelloise de la commune d'Auderghem et de Woluwe-Saint-Pierre qui va de la chaussée de Wavre à l'avenue Armand Scheitler sur une longueur de 450 mètres.

## Historique et description
L'avenue est en plein Den vogel sanc (Le chant d'Oiseaux) qui apparaît déjà sur la carte dessinée par J. Van Werden, en 1659.  
À cette époque, le bois de Mesdael était traversé par un joli vallon dont une partie avait été nommé Duyveldelle (Fond du Diable). Ce vallon débutait à Woluwe-Saint-Pierre, dans la partie basse de l’actuelle avenue des Traquets.
Dans l’Atlas des Communications Vicinales (1843) le chemin du Chant d’Oiseaux proche y est décrit comme le sentier du chemin dit Duyvelskeulstraet à Woluwe-Saint-Pierreet ce chemin-ci est donc située près d’un endroit qui fut connu longtemps connu sous la dénomination de Duyvelskeul ou « herbe du diable ». Le chemin prit donc le nom de « rue Fond du Diable ». 
Le collège décide le 10 juillet 1931 de changer cette dénomination en « avenue des Paradisiers ».

### Origine du nom
Elle porte le nom de la paradisier, un oiseau de l'espèce des passereaux de la famille des Paradisaeidae.

## Bâtiments remarquables et lieux de mémoire
Le long de ce chemin le baron Paul de Cartier - fils de l'ancien bourgmestre Eugène Amour de Cartier - construisit son château en 1870, parfois appelé château Valduc.
- Premier permis de bâtir délivré en 1930 pour les n° 25 à 41 au Comptoir National des Matériaux de Bruxelles.

Le soldat mort durant la Seconde Guerre mondiale René Christiaens a habité au n° 67 de cette avenue.

## Situation et accès
Elle relie, à partir des Passereaux),  la chaussée de Wavre au quartier du Chant d'Oiseau. Elle est prolongée par l'avenue Armand Scheitler.
La rue fait 360 mètres sur Auderghem et le reste sur Woluwe-Saint-Pierre.
La numérotation des habitations va de 1 à 127 pour le côté impair et de 2 à 106 pour le côté pair.